# Пожаревачко читалиште
Пожаревачко читалиште основано је 1846. године у Пожаревцу. Основано је на рођендан кнеза Александра. Епископ је читалиште приказао као живи споменик посвећен кнежевом рођендану.

## Оснивање
Читалишта су била друштва за читање која су организовала приватна лица, грађани, занатлије, професори, чиновници, који су својим добровољним прилозима набављали новине и часописе да би се образовали, сазнавали информације, дружили се и сазнавали шта се дешава у свету. Епископ је рекао да тај дан треба сваке године прославити као дан Читалишта. Његову идеју је прихватио окружни начелник, а затим и сви присутни. На слављу су изабрали људе који ће бити часници. Одлучили су да председник буде епископ, а потпредседник окружни начелник. Свечано отварање се догодило 18. октобра 1846. године, на дан славе Томе Вучића, војводе српског. Тог дана обратили су се управи Читалишта београдског да им до краја месеца пошаљу тринаест листова. Потом је написана молба Попечитељству просвештенија за одобрење оснивања Читалишта, 30. априла 1846. године. Имали су примедбу да се предложено име друштва не може одобрити, него ће се звати Читалиште пожаревачко. Читалишту није одобрена употреба печата.

## Свечано отварање Читалишта пожаревачког
Читалиште пожаревачко свечано је отворено 14. јануара 1847. године. Грађани су били позвани да дају добровољни прилог у корист школског фонда. У дому налазиле су се две собе које су биле опремљене за Читалиште. На столовима намештеним по средини соба налазиле су се новине позајмљене од Београдског читалишта, а зидови су били украшени ликовима знаменитих Срба.

## Даљи ток догађаја
Часопис Видовдан од 13. септембра 1860. године донео је вест из Пожаревца да је тамо основан одбор од дванаест чланова за прикупљање прилога Ужичанима после пожара. За председника је изабран Стеван Лукић, за потпредседника Коста Јоакимовић, а за чланове: Јован Кундовић, Стеван Протић, Стеван Ђорђевић, Мијаило Коцић, Мита Гавриловски, трговци Сима Богдановић и Стеван Џаџић и писар Окружног суда Крста Николајевић. Часопис Видело доноси 11. марта 1883. године вест из Пожаревца да он поред осталог има и Читаоницу која му на част служи и која прима све српске листове који излазе у Краљевини, па и оне које се ван ње штампају. О даљем раду Читаонице нема архивских података.

## Недељна школа
У оквиру Читалишта настала је Недељна школа. Часопис Србија је јавила 9. фебруара 1869. године да се у Пожаревцу јавило за Недељну школу шесто лица, од којих двеста није могло да се смести.

## Пожаревачка библиотека
Из овог Читалишта развила се Народна библиотека Илија М. Петровић у Пожаревцу. Данас се у библиотеци налази простор за рад са одраслим корисницима, са фондом који обухвата издања домаће и светске књижевности. На Одељењу стручне књиге корисници могу позајмити публикације из области филозофије, психологије, религије, друштвених наука, природних наука, медицине, уметности, историје. На одељењу периодике прикупљају се, разврставају, обрађују, чувају и дају на коришћење серијске публикације: часописи, новине, магазини, алманаси, летописи, зборници, годишњаци, календари, статистички годишњаци и билтени. Библиотека такође поседује и одељење за децу.

## Галерија слика
- Стари корзо
- Градски трг
- Гимназија
- Главна улица
- Краљев трг